# Canton de Tassin-la-Demi-Lune
Le canton de Tassin la Demi-Lune est une ancienne division administrative française, située dans le département du Rhône en région Rhône-Alpes.

## Communes du canton
- Francheville
- Tassin la Demi-Lune

## Historique
Le canton est créé par le décret n°85-75 du 22 janvier 1985, art. 4, en détachant les deux communes qui le composent du canton de Vaugneray.
Il disparaît le 1er janvier 2015 avec la création de la métropole de Lyon.

## Représentation
| Période | Période      | Identité             | Étiquette | Qualité                                        |
| ------- | ------------ | -------------------- | --------- | ---------------------------------------------- |
| 1985    | 2001         | Georges Perret       | UDF-CDS   | Maire de Tassin-la-Demi-Lune (1971-1992)       |
| 2001    | 2008 (décès) | Christiane Bernardin | UDF       | Conseillère municipale de Tassin-la-Demi-Lune  |
| 2008    | 2014         | Pascal Charmot       | UMP       | Cadre, adjoint au maire de Tassin-la-Demi-Lune |

## Évolution démographique
| 1990   | 1999   | 2006   | 2011   | 2012   |
| ------ | ------ | ------ | ------ | ------ |
| 26 323 | 27 301 | 29 876 | 32 848 | 34 623 |